# Tenzorový součin
Tenzorový součin dvou vektorových prostorů {\displaystyle V} a {\displaystyle W} nad stejným číselným tělesem {\displaystyle T} je v matematice vektorový prostor {\displaystyle Z} disponující takovým bilineárním zobrazením {\displaystyle \phi \colon V\times W\to Z} z kartézského součinu {\displaystyle V} a {\displaystyle W} na {\displaystyle Z,} které je „nejuniverzálnější“ ze všech možných bilineárních zobrazení z {\displaystyle \phi \colon V\times W} v tom smyslu, že každé jiné bilineární zobrazení jednoznačně lineárně faktorizuje nad {\displaystyle \phi }. To znamená, že ke každému bilineárnímu zobrazení {\displaystyle B\colon V\times W\to X} na vektorový prostor {\displaystyle X} nad tělesem {\displaystyle T} existuje jednoznačně definované lineární zobrazení {\displaystyle {\tilde {B}}\colon Z\to X} tak, že {\displaystyle B={\tilde {B}}\circ \phi ,}, čili že pro libovolný pár vektorů {\displaystyle v,w} platí {\displaystyle B(v,w)={\tilde {B}}(\phi (v,w)).} Pokud takový vektorový prostor {\displaystyle Z} existuje, je až na izomorfismus jednoznačný, tj. pro každý jiný {\displaystyle Z'} s univerzálním bilineárním zobrazením {\displaystyle \phi '\colon V\times W\to Z'} existuje izomorfismus {\displaystyle k\colon Z\to Z'} tak, že {\displaystyle \phi '=k\circ \phi .} Prostor {\displaystyle Z} se značí {\displaystyle V\otimes W} a příslušné bilineární zobrazení se píše {\displaystyle \phi (v,w)=v\otimes w}. Definici tenzorového součinu lze indukcí zobecnit na více vektorových prostorů: {\displaystyle V_{1}\otimes V_{2}\otimes V_{3}=(V_{1}\otimes V_{2})\otimes V_{3}.} atd.
Ve fyzice se pro vektorový prostor {\displaystyle V} s duálním prostorem {\displaystyle V^{*}} (často {\displaystyle V=\mathbb {R} ^{3}}) prvky tenzorového součinu
{\displaystyle \underbrace {V\otimes \dotsb \otimes V} _{r{\text{ faktorů}}}\otimes \underbrace {V^{*}\otimes \dotsb \otimes V^{*}} _{s{\text{ faktorů}}}}
označují jako tenzory kontravariantní stupně {\displaystyle r} a kovariantní stupně {\displaystyle s}. Mluví se pak o tenzorech typu {\displaystyle (r,s)}.

## Vlastnosti
Má-li prostor {\displaystyle V} dimenzi {\displaystyle m} a {\displaystyle W} dimenzi {\displaystyle n}, pak {\displaystyle V\otimes W} má dimenzi {\displaystyle mn}. Bázi {\displaystyle V\otimes W} lze zkonstruovat jako množinu všech uspořádaných dvojic {\displaystyle (e_{i},f_{j})}, kde {\displaystyle e_{i}} jsou bázové vektory {\displaystyle V} a {\displaystyle f_{j}} bázové vektory {\displaystyle W.}
Tenzorový součin obecně není komutativní, jakožto bilineární zobrazení je však distributivní a asociativní. Pro všechny {\displaystyle v,v',v''\in V,} {\displaystyle w,w',w''\in W} a libovolné {\displaystyle \lambda \in T} tedy platí:
|  | {\displaystyle (v'+v'')\otimes w=v'\otimes w+v''\otimes w}                           | (1) |
|  | {\displaystyle v\otimes (w'+w'')=v\otimes w'+v\otimes w''}                           | (2) |
|  | {\displaystyle (\lambda v)\otimes w=\lambda \cdot (v\otimes w)=v\otimes (\lambda w)} | (3) |